# Marcel Heller
Marcel Heller (* 12. Februar 1986 in Frechen) ist ein ehemaliger deutscher Fußballspieler.

## Vereinskarriere

### Jugend und Zeit bei Eintracht Frankfurt

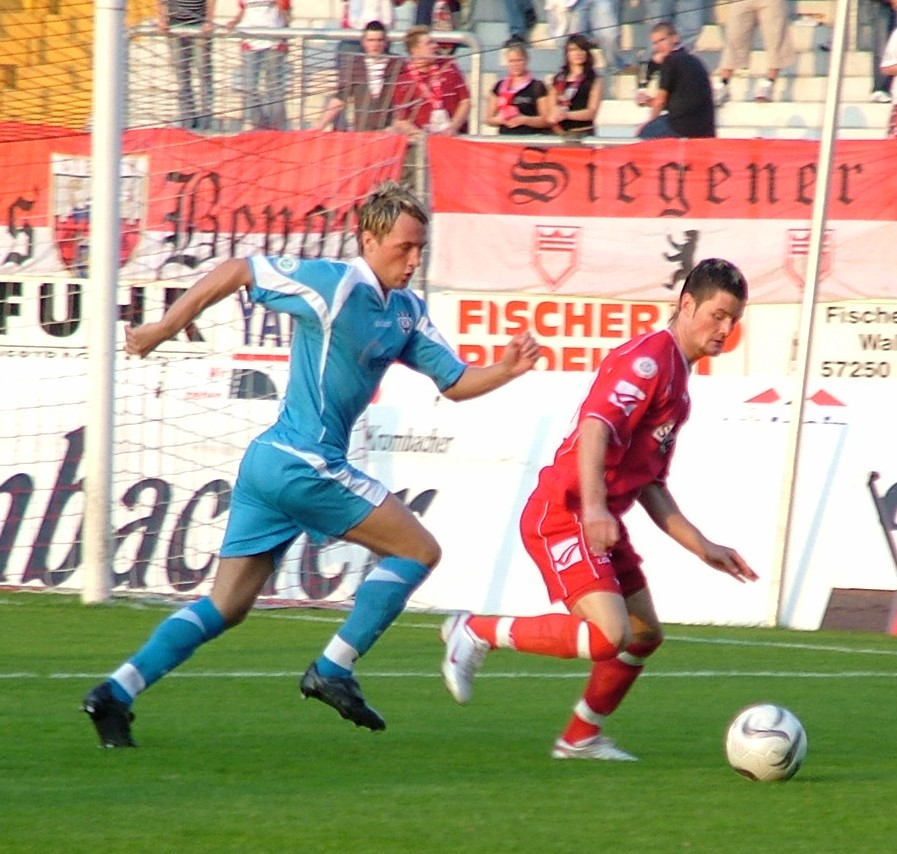
Marcel Heller im Trikot der Sportfreunde Siegen gegen Patrick Kirsch

Heller spielte zwölf Jahre für den 1. FC Quadrath-Ichendorf, bevor er 2004 zum Oberligisten Bonner SC wechselte. Über die zweite Mannschaft von Alemannia Aachen sowie die Sportfreunde Siegen gelangte Heller schließlich in der Winterpause der Saison 2006/07 zum Bundesligisten Eintracht Frankfurt.
Bereits am ersten Spieltag der Rückrunde kam er zu seinem Bundesligadebüt, als er bei der 1:3-Heimniederlage der Eintracht gegen den FC Schalke 04 in der 68. Spielminute für Ioannis Amanatidis eingewechselt wurde. Sein erstes Bundesligaspiel über 90 Minuten bestritt Heller am 3. Februar 2007 (20. Spieltag) beim 0:0 im Heimspiel gegen den 1. FSV Mainz 05. Mit seinem ersten Bundesligatreffer am 14. April 2007 (29. Spieltag) besiegelte er den 4:2-Auswärtssieg über Arminia Bielefeld. Insgesamt lief Heller in seiner Premierensaison für die Frankfurter Eintracht elfmal in der Bundesliga (ein Tor) und einmal im DFB-Pokal auf. In der folgenden Spielzeit kam er lediglich zu vier Erstliga-Einsätzen (ein Tor) und spielte häufig nur für die zweite Mannschaft in der Oberliga Hessen.
Um Spielpraxis sammeln zu können, wurde Heller in der Saison 2008/09 zum Absteiger MSV Duisburg in die 2. Bundesliga ausgeliehen. Nach einer zwischenzeitlichen Suspendierung durch Trainer Peter Neururer kam Heller am Ende der Spielzeit auf 18 Zweitliga-Einsätze und ein Tor. Auch nach seiner Rückkehr nach Frankfurt im Sommer 2009 schaffte er es nicht, sich als Stammspieler zu etablieren.

### Dresden, Aachen und Darmstadt
Nachdem Heller in zwei Jahren lediglich 19 Bundesligaspiele bestritten hatte und ohne Torerfolg geblieben war, wechselte er zur Saison 2011/12 zum Zweitliga-Aufsteiger Dynamo Dresden. Zur Spielzeit 2012/13 schloss er sich dem Zweitliga-Absteiger Alemannia Aachen an, bei dem er einen Zweijahresvertrag erhielt. Dieser Vertrag verlor jedoch bereits im Sommer 2013 durch den Abstieg und die Insolvenz von Alemannia Aachen seine Gültigkeit.
Heller wechselte daraufhin innerhalb der Liga zum SV Darmstadt 98. Am 20. Juli 2013 gab er beim 0:0-Heimspiel gegen die SV Elversberg sein Debüt für die Lilien. In seiner ersten Saison kam er auf 44 Einsätze und zwei Tore. Nach dem Aufstieg in die 2. Bundesliga stand er in 34 Spielen auf dem Platz und traf dreimal. Somit half er den Südhessen als Stammspieler beim Durchmarsch von der dritten in die erste Liga. Er erzielte die ersten beiden Bundesligatore des Vereins seit 33 Jahren beim 2:2 am 15. August 2015 (1. Spieltag) im Heimspiel gegen Hannover 96. Am Ende der Saison kam er auf 36 Einsätze und sieben Tore. Auch in der nächsten Saison konnte er mit vier Toren in 34 Spielen überzeugen, den Abstieg zurück in die 2. Bundesliga jedoch nicht verhindern.

### Augsburg und Rückkehr nach Darmstadt
Am 28. Juni 2017 gab der FC Augsburg die Verpflichtung Hellers bekannt. Heller wechselte ablösefrei und erhielt bei den bayerischen Schwaben einen Zweijahresvertrag bis 30. Juni 2019.
Zur Saison 2018/19 kehrte Heller zum SV Darmstadt 98 zurück. Er unterschrieb einen Vertrag mit einer Laufzeit bis zum 30. Juni 2020. In seiner Comeback-Saison in der 2. Liga kam er auf 32 Einsätze und vier Tore. In seiner letzten Saison wurde er häufig nur als Auswechselspieler eingesetzt, kam jedoch trotzdem auf 26 Ligaspiele und zwei Tore.

### SC Paderborn 07
Nach dem Ablauf seines Vertrags schloss er sich Mitte Oktober 2020 dem SC Paderborn 07 an. Dort kam er in der Saison 2020/21 nur zu sieben Ligaeinsätzen ohne Torerfolg, woraufhin er den Verein im Sommer 2021 wieder verließ.

### Karriereende in Frankfurt, Straelen und Bövinghausen
Nach einer halben Saison Vereinslosigkeit verpflichtete ihn im Januar 2022 der FSV Frankfurt, der sich zu diesem Zeitpunkt auf einem Abstiegsplatz der Regionalliga Südwest befand. Heller erhielt einen Vertrag bis zum Saisonende. Nach zwölf Ligaeinsätzen bis zum Saisonende wurde sein auslaufender Vertrag im Sommer nicht verlängert.
Heller hielt sich daraufhin zunächst beim West-Regionalligisten 1. FC Düren fit, ehe ihn im September 2022 der Ligakonkurrent SV Straelen unter Vertrag nahm. Bereits im April 2023 lösten Heller und Straelen den Vertrag vorzeitig auf. Anschließend trat Heller am Ende des Jahres noch für 5 Spiele für den TuS Bövinghausen in der Oberliga Westfalen an.

## Nationalmannschaft
Sein Debüt im Nationaltrikot gab Heller am 15. Dezember 2004 beim 2:0-Sieg der U19-Nationalmannschaft gegen Luxemburg. Ab Herbst 2006 kam er auch für die U20-Nationalmannschaft zum Einsatz. Am 25. April 2007 gelang ihm beim 4:0-Sieg über die Schweizer Auswahl sein erstes Länderspieltor. Für die U21-Nationalmannschaft debütierte Heller am 6. Februar 2007 in Cumbernauld beim 1:0-Sieg über die Auswahl Schottlands. Mit seinem ersten Tor für die U21-Auswahl im Testspiel gegen die Auswahl Tschechiens sorgte er für den 1:0-Endstand. Insgesamt absolvierte er bis 2009 elf U21-Länderspiele, alle davon in Freundschaftsspielen.

## Erfolge
SV Darmstadt 98
- Aufstieg in die 2. Bundesliga: 2014
- Aufstieg in die Bundesliga: 2015

## Sonstiges
Seit Januar 2024 spielt Heller in der von Mats Hummels und Lukas Podolski gegründeten Hallenfußball-Liga Baller League.